# Pseudopathocerus humboldti
Pseudopathocerus humboldti är en skalbaggsart som först beskrevs av Auguste Lameere 1912.  Pseudopathocerus humboldti ingår i släktet Pseudopathocerus och familjen långhorningar.
Artens utbredningsområde är Paraguay. Inga underarter finns listade i Catalogue of Life.